# Врховни суд Федерације Босне и Херцеговине
Врховни суд Федерације Босне и Херцеговине је највиши жалбени суд у Федерацији Босне и Херцеговине. Седиште Врховног суда је у Сарајеву, али може обављати послове и ван седишта.

## Надлежности
Надлежност Врховног суда је да:
- Одлучује о редовним правним лијековима против одлука кантоналних судова, ако је то законом одређено
- Одлучује о ванредним правним лековима против пуноважних одлука судова када је то законом одређено
- Одлучује о правним лековима против одлука својих већа, ако законом није другачије одређено
- Решава сукобе надлежности између кантоналних и општиских судова са подручја различитих кантона, ако законом није другачије одређено
- Одлучује о преношењу месне надлежности са једног суда на други суд када је то одређено законом
- Да обавља друге послове утврђене законом, осим оних из надлежности Уставног суда Федерације Босне и Херцеговине
- Да покрене поступак пред Уставним судом Федерације Босне и Херцеговине и Уставним судом Босне и Херцеговине

## Судска одељења
Судска одељења Врховног суда Федерације Босне и Херцеговине су:
- Кривично одељење
- Грађанско одељење
- Управно одељење
- Одељење за евиденцију судске прксе
- Посебно одељење за поступање по кривичним делима корупције, организованог и међукантоналног криминала